# Памятник Брантингу
Памятник Брантингу (швед. Brantingmonumentet) — исторический монумент, посвящённый председателю Социал-демократической партии, премьер-министру Швеции и лауреату Нобелевской премии мира за 1921 год Карлу Яльмару Брантингу. Скульптор Карл Эльд начал работать над памятником ещё в 1926 году, через год после смерти Брантинга. Работа затянулась на десятилетия, в 1947 году литьё скульптуры было поручено компании «Herman Bergman Konstgjuteri», и 2 июня 1952 года во время официальной церемонии памятник был открыт в парке Норра Банторгет в центре Стокгольма.

## История

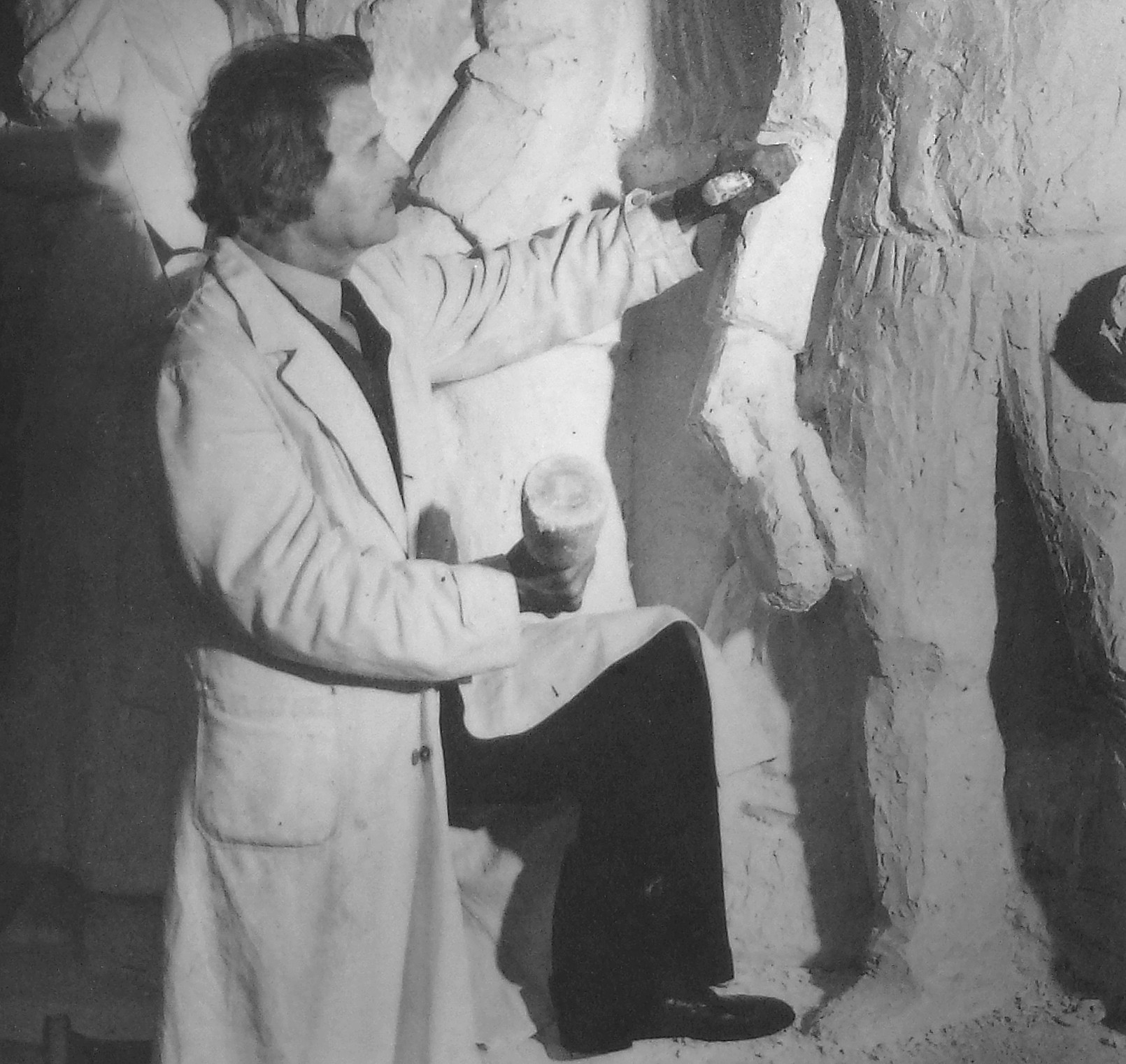
Карл Эльд работает над скульптурой, 1942 год

В 1935 году, в десятую годовщину смерти Карла Яльмара Брантинга, члены Социал-демократической партии Швеции начали сбор средств на создание памятника в честь Брантинга и рабочего движения. Расположение памятника было намечено в центре парка Норра Банторгет — на протяжении многих лет являвшимся местом для митингов социал-демократов. Работа над монументом была поручена известному скульптору Карлу Эльду, начавшим работать над проектом ещё в 1926 году, после смерти Брантинга на основе впечатлений от встреч с ним. Работа продлилась несколько лет, так как в студии Эльда в парке Беллевью было довольно тесно, а сам скульптор из-за размеров заказа решил не лепить скульптуру из глины, а вырезал её в гипсе.

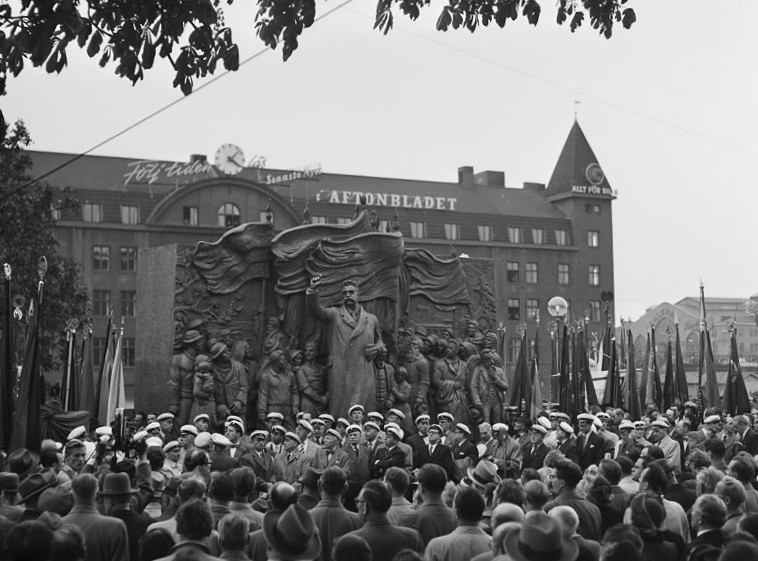
Открытие памятника 2 июня 1952 года

Окончательная модель была завершена в 1942 году, однако из-за Второй мировой войны продолжение работ было невозможно, и макет был распилен на куски. В начале 1950-х годов на производство памятника снова было собрано некоторое количество средств, и литьё из бронзы было завершено в 1952 году компанией «Herman Bergman Konstgjuteri» на улице Рослагсгатан в Стокгольме. 2 июня 1952 года памятник был торжественно открыт в присутствии скульптора Эльда и лидера Социал-демократической партии премьер-министра Таге Эрландера.
17 мая 1992 года памятник был частично разрушен в результате подрыва взрывного устройства. Как выяснилось, к этому была причастна группа из семи молодых людей, которые совершили преступление «просто для удовольствия», а также в период с 25 февраля по 8 июня 1992 года совершили пять взрывов различных статуй в Стокгольме. Два года спустя памятник был восстановлен компанией «Herman Bergmans Konstgjuteri» за 320 тысяч шведских крон, расходы взяли на себя администрация Стокгольма и Шведская конфедерация профсоюзов.

## Архитектура и композиция

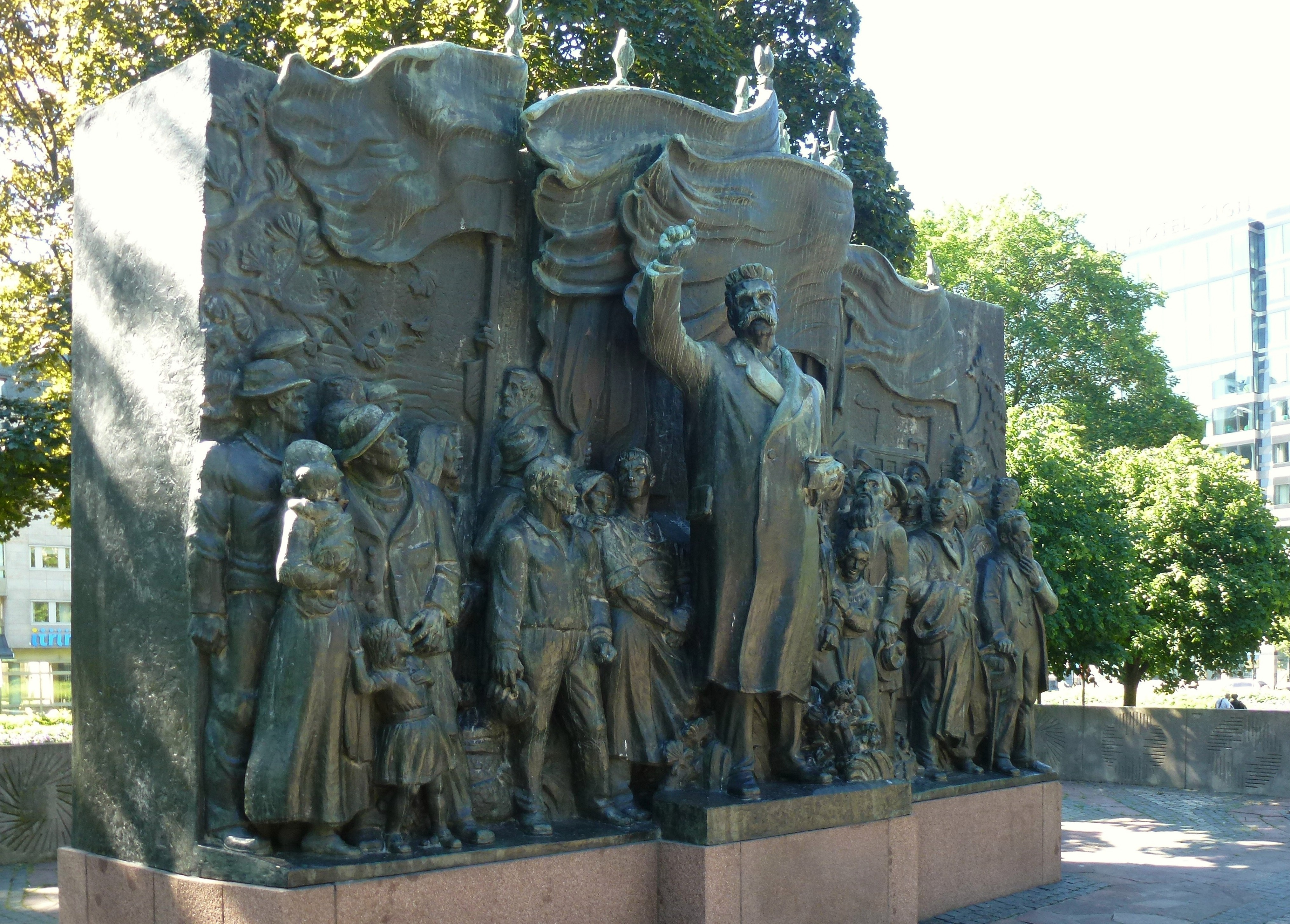
Вид на монумент спереди
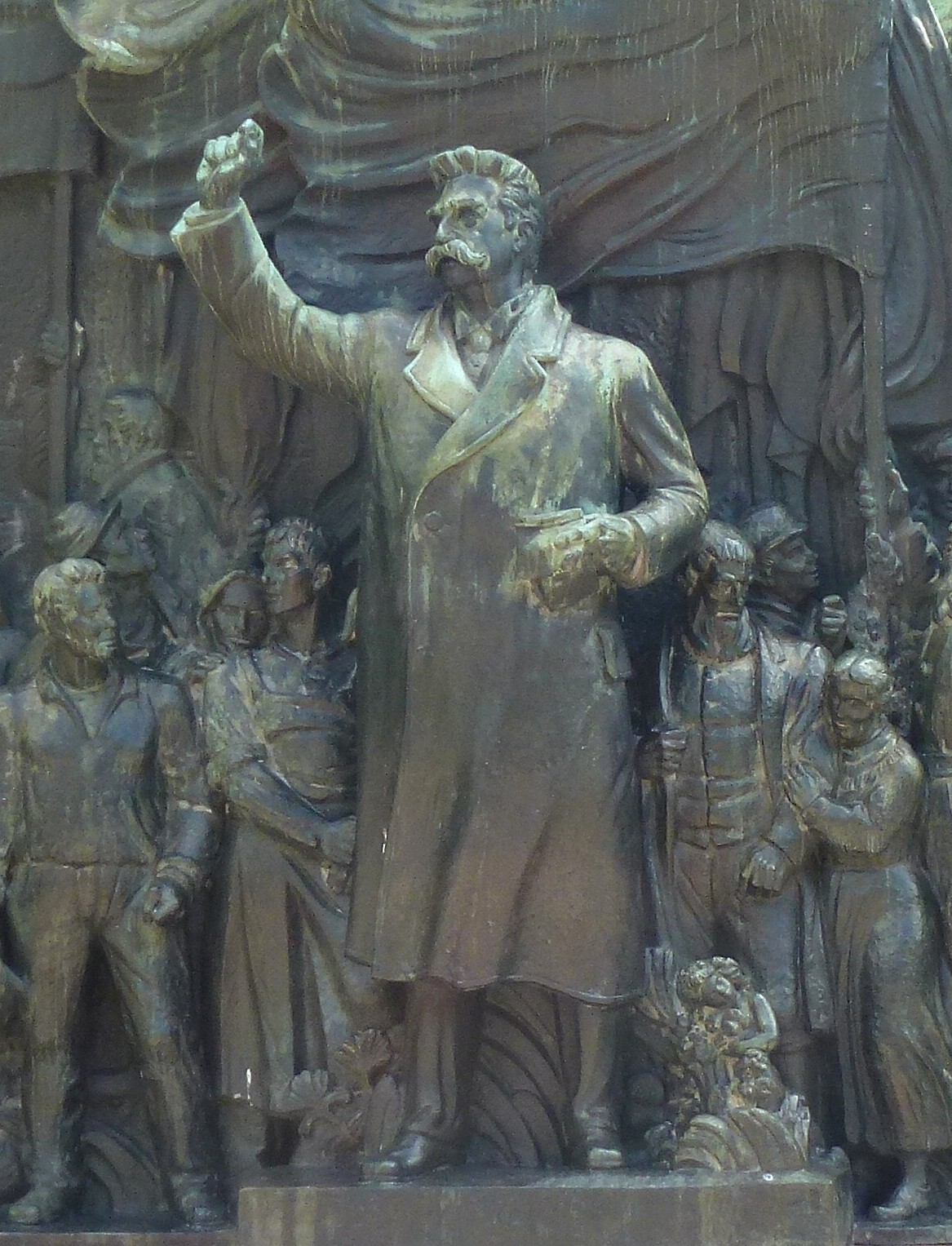
Статуя Брантинга в центре
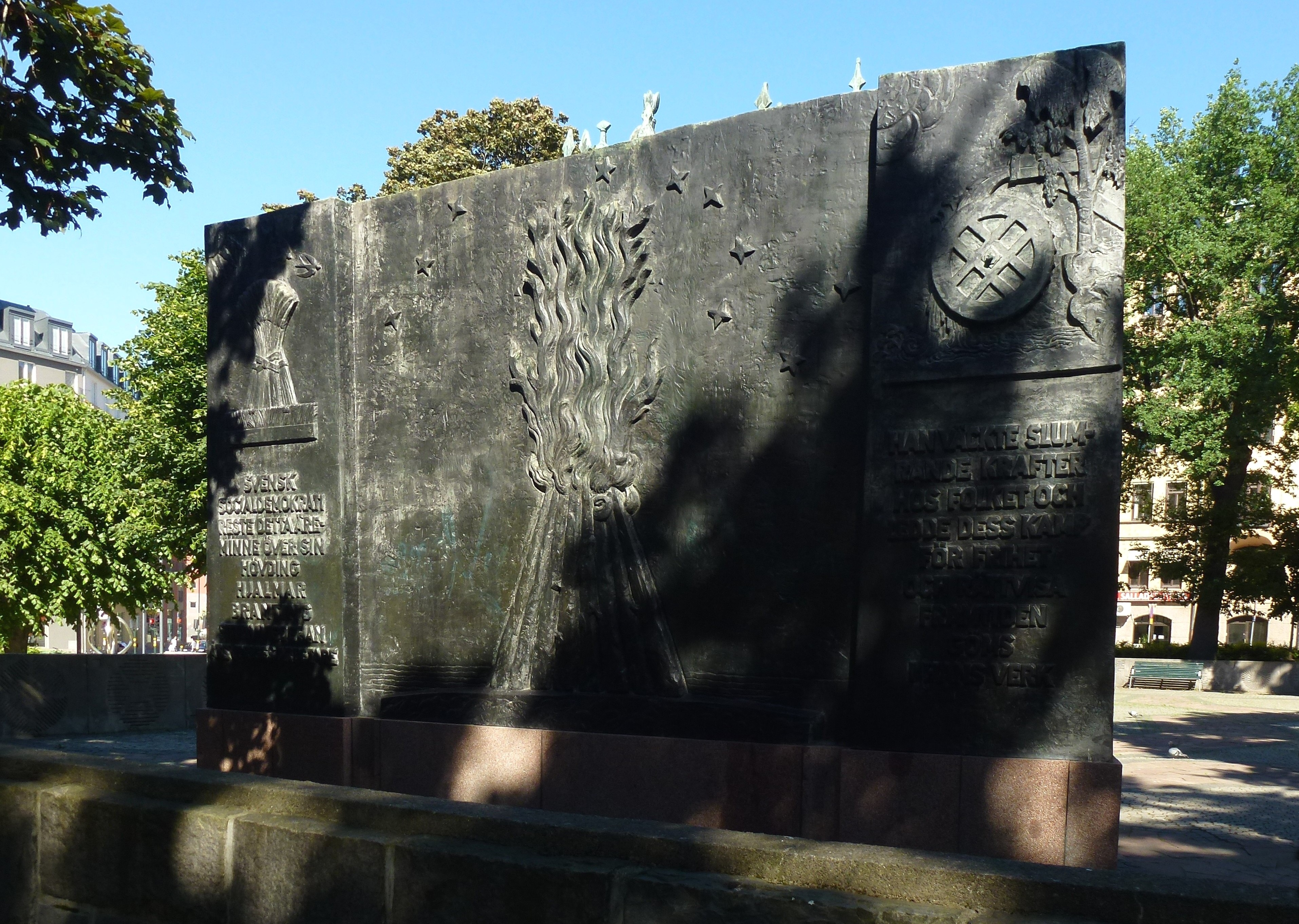
Вид на памятник сзади

Памятник Брантингу представляет собой скульптурную рельефную композицию из бронзы высотой 6,4 метра и длиной в 3,5 метра. Памятник стоит на 60-сантиметровом пьедестале из красного гранита. Спереди изображена сцена первомайского митинга, в которой Брантинг общается с людьми, находясь практически на отдельном постаменте. Его правая рука поднята вверх и сжата в кулаке, а в левой руке он держит бумаги. У левой ноги Брантинга скульптор поместил маленькую фею с цветами, символизирующую просыпающуюся весну. Позади него с обеих сторон находится большое число людей всех возрастов, в том числе представителей рабочего класса. На левой стороне от Брантинга можно увидеть видных деятелей социал-демократии Августа Пальма и Акселя Даниельссона. Справа от Брантинга — молодая семья и пожилые мужчина и женщина. За Брантингом на фоне заводских труб и ряда елей стоят мужчины со знамёнами, развёрнутыми ветром.
|               |                 |                  |               |                     |
| Молодая семья | Пожилые супруги | Призыв Брантинга | Фея с цветами | Даниельссон и Пальм |

Задняя сторона монумента делится на три вертикальные полосы. В центре огромный костёр, символизирующий пламя, зажжённое Брантингом. На левой стороне — пшеничный сноп под солнцем, вокруг которого летают ласточки, а ниже высказывание Карла Эльда:

Шведская социал-демократия посвятила этот мемориал своему руководителю Яльмару Брантингу. Его жизнь была посвящена шведским рабочим.
Оригинальный текст (англ.)Svensk socialdemokrati reste detta äreminne över sin hövding Hjalmar Branting. Sitt liv vigde han åt Sveriges arbetare.

На правой стороне — водяное колесо, и чуть ниже фрагмент речи шведского писателя и лауреата Нобелевской премии по литературе за 1951 год Пера Лагерквиста:

Он разбудил дремлющую силу народа и возглавил борьбу за свободу и справедливость. Будущее скрыто в его работах.
Оригинальный текст (англ.)Han väckte slumrande krafter hos folket och ledde dess kamp för frihet och rättvisa. Framtiden göms i hans verk.

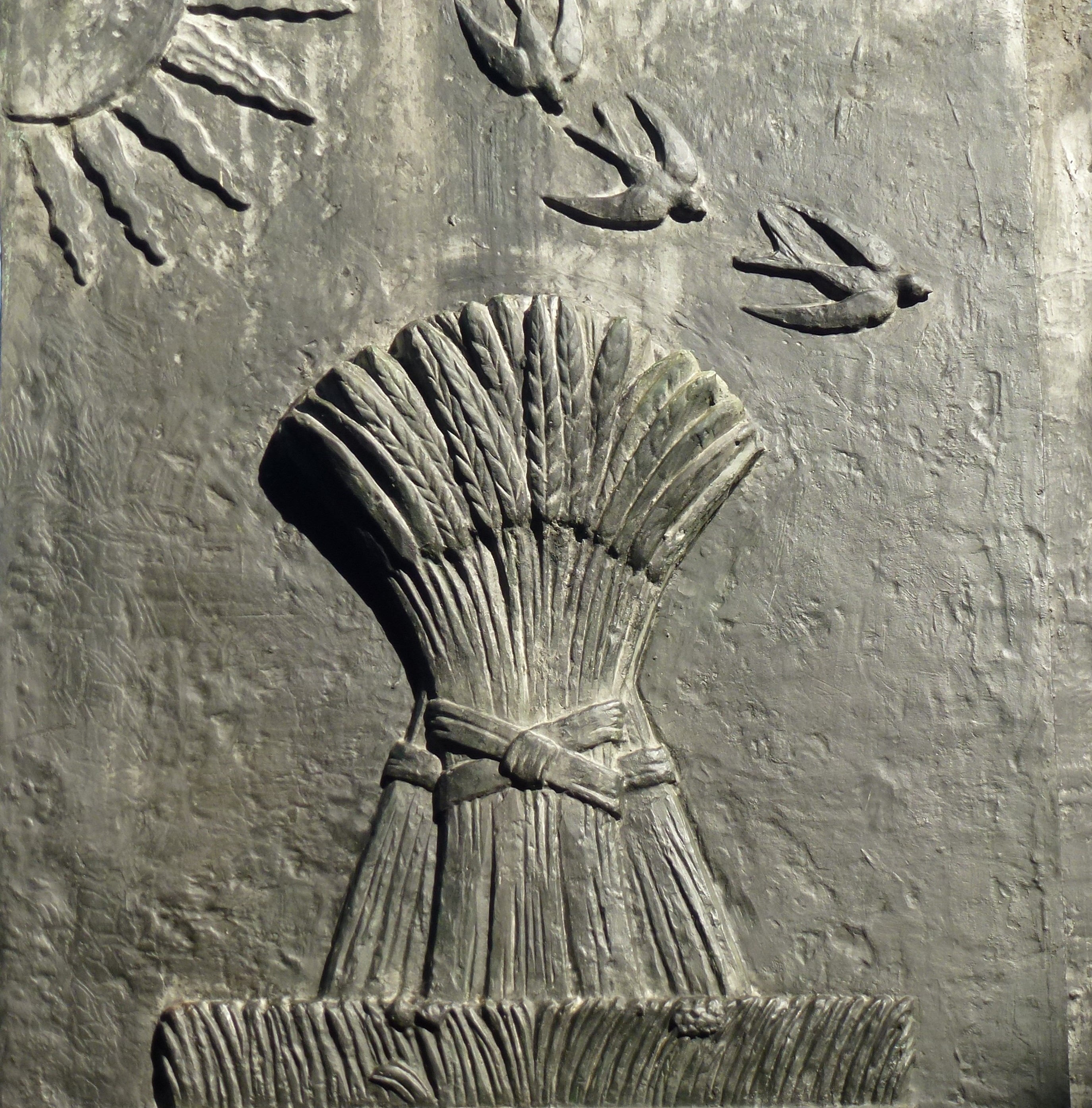
Сноп с ласточками под солнцем
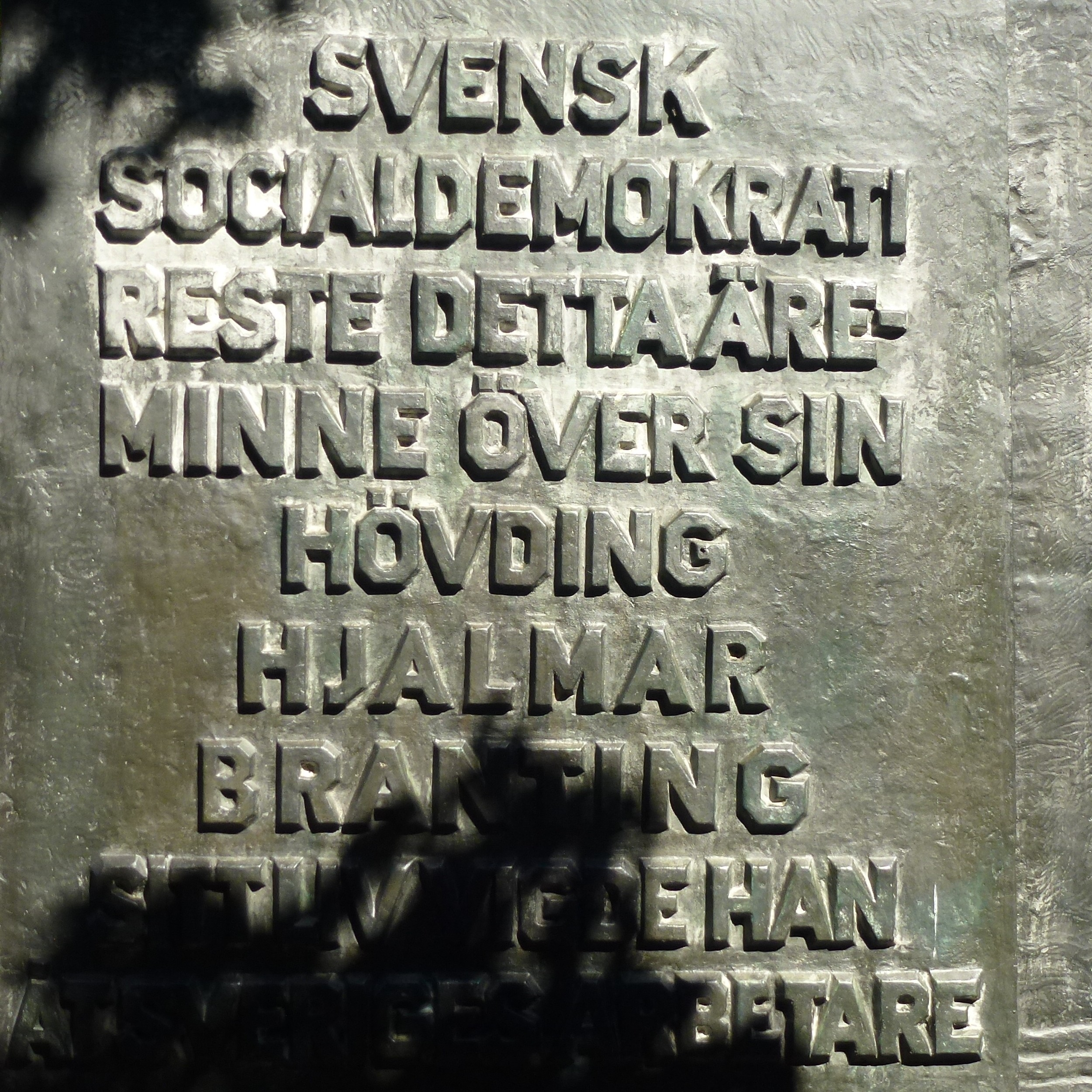
Высказывание Эльда
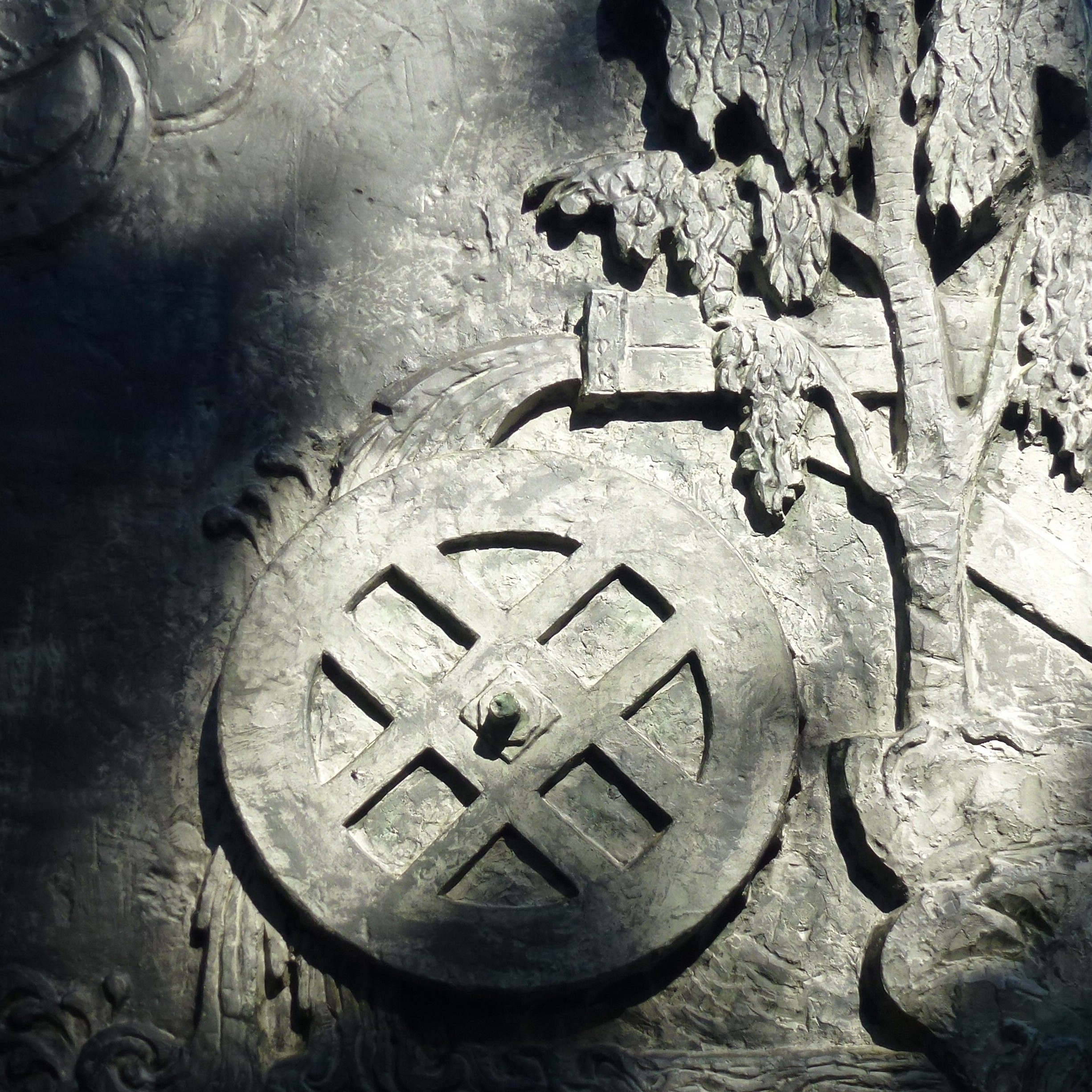
Водяное колесо
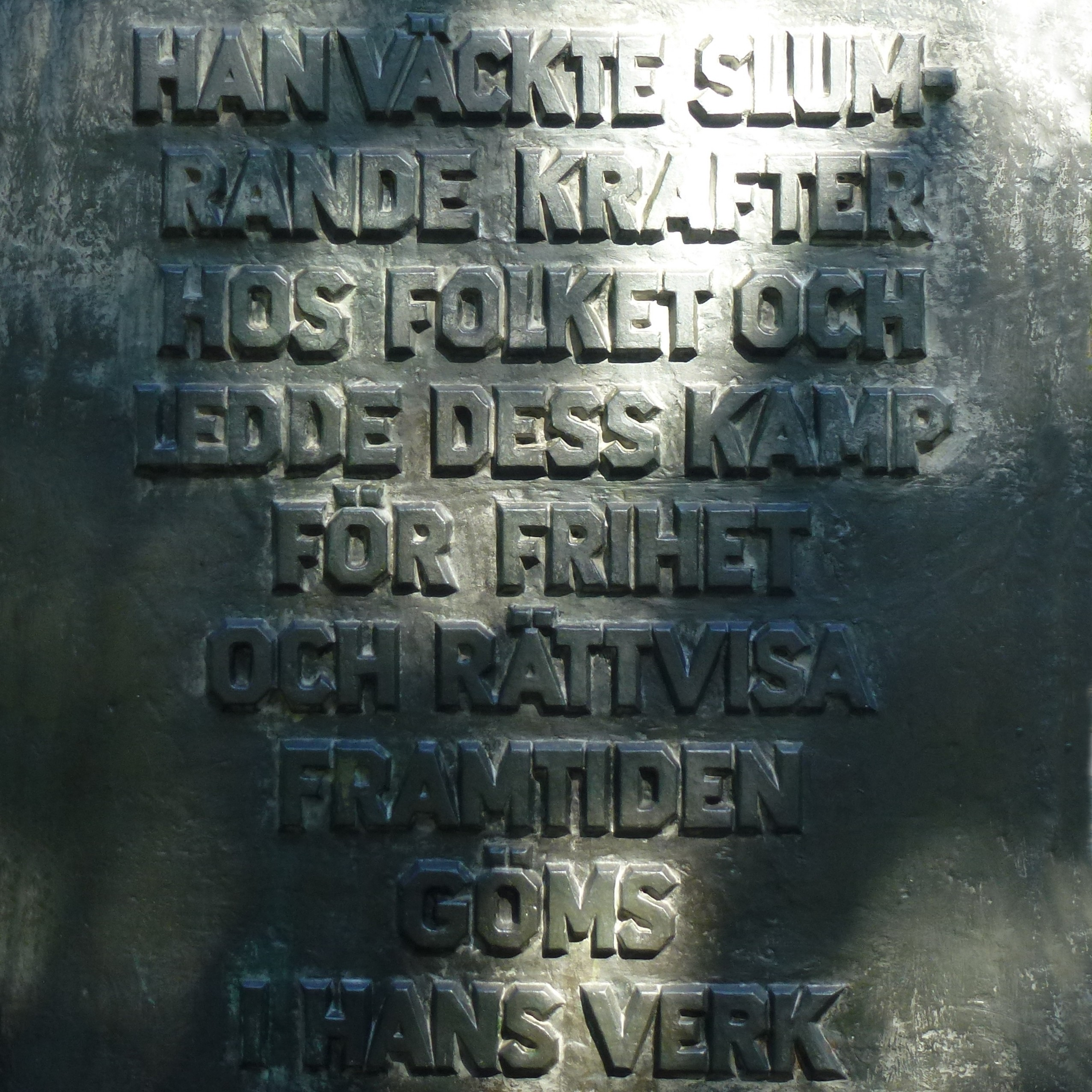
Высказывание Лагерквиста

Вокруг монумента в парке посажены цветы и деревья, размещены травяные поляны для пикников, находятся пешеходные и велосипедные дорожки, места для отдыха.